# Friedrich von Kenner

Friedrich von Kenner um 1884

Friedrich von Kenner (* 15. Juli 1834 in Linz; † 28. November 1922 in Wien) war ein österreichischer Klassischer Archäologe.

## Leben
Friedrich Kenner war der Sohn des oberösterreichischen Dichters Joseph Kenner. Er studierte an der Universität Wien, wo er 1858 promoviert wurde. Bereits seit 1854 war er aber  am k.k. Münz- und Antikenkabinett beschäftigt, dessen Leitung er 1883 übernahm und bis zu seinem Ruhestand 1899 ausübte. 1864 wurde er korrespondierendes, 1872 ordentliches Mitglied der Wiener Akademie der Wissenschaften, 1870 Mitglied der Akademie der bildenden Künste Wien. Ebenso gehörte er der Zentralkommission für Kunst und historische Denkmale an. Er zählte zu den Gründungsmitgliedern der Numismatischen Gesellschaft, deren Vorstandsmitglied er von 1870 bis 1919 war.
Kenners Fachgebiet waren die römische Numismatik und Bodenforschung im Gebiet von Wien und Niederösterreich. Er regte die Gründung eines Museum Vindobonense sowie die Erforschung des österreichischen Limes an. Seine zahlreichen Veröffentlichungen dokumentieren die römischen Funde auf dem Boden Wiens.

## Ehrungen
- Hofrat, 1899

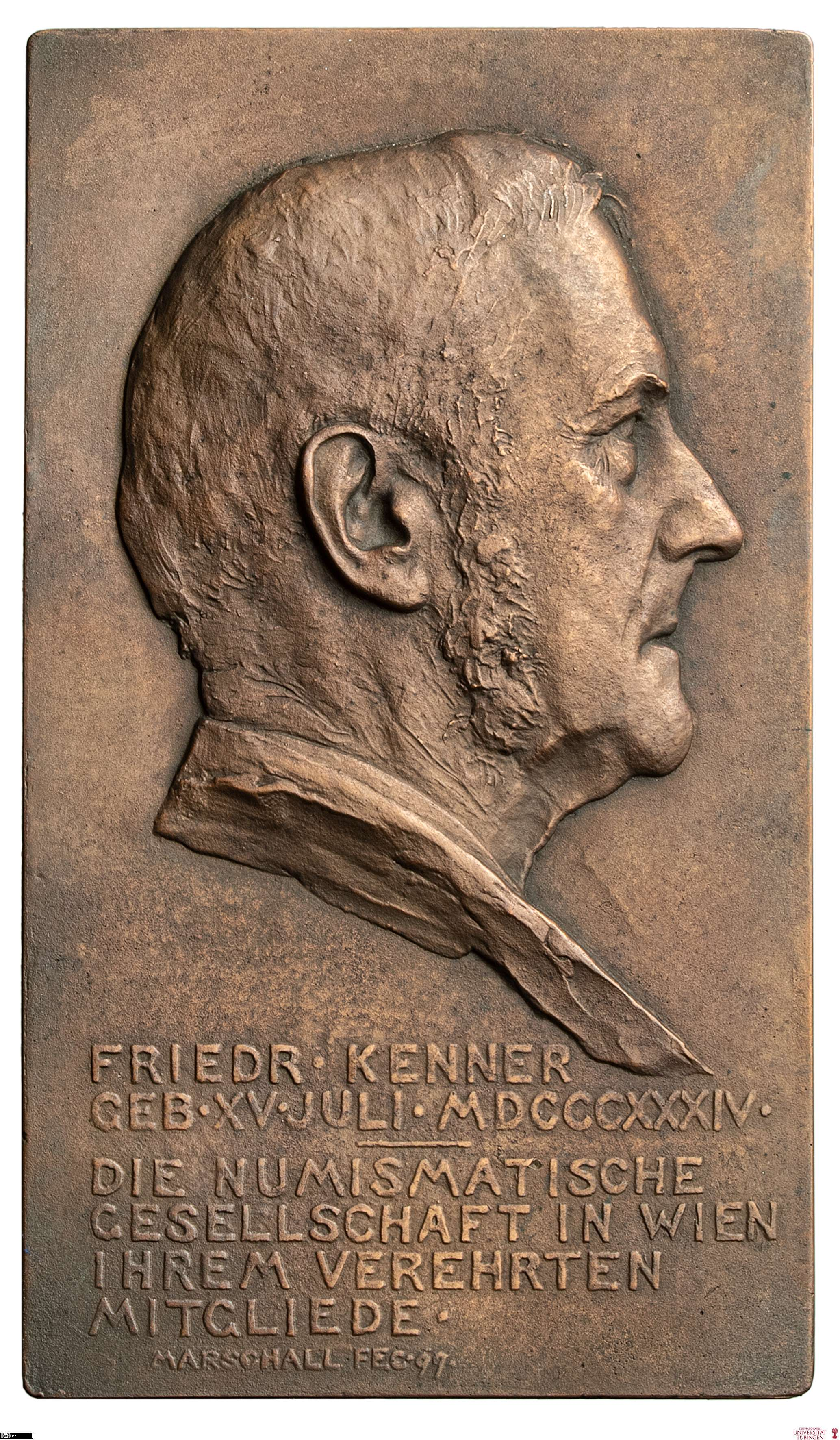
Plakette zu Ehren von Friedrich Kenner 1899

- Doppelt große goldene Salvatormedaille, 1902
- Ehrenmitglied der Numismatischen Gesellschaft, 1919
- Ehrenmitglied des Vereins für Geschichte der Stadt Wien
- Porträtplakette von R. Marschall 1899[2]
- Ehrengrab am Wiener Zentralfriedhof, Gruppe 0, Nummer 97
- Benennung der Kennergasse in Wien-Favoriten, 1925
- Benennung des Kennerwegs in Linz, 1958[3]

## Schriften (Auswahl)
- Joseph Ritter von Arneth. Eine biographische Skizze. (Als Manuscript gedruckt). s. n., Wien 1864 (Digitalisat).
- Uebersicht der Sammlungen des k. k. Münz- und Antiken-Cabinets. s. n., Wien 1864.
- Verzeichniss der ägyptischen Alterthümer des k. k. Münz- und Antiken-Kabinetes. (Im unteren k. k. Belvedere.) 5., vermehrte Auflage. Sommer, Wien 1868 (Digitalisat).
- Noricum und Pannonia. Eine Untersuchung über die Entwickelung, Bedeutung und das System der römischen Vertheidigungsanstalten in den mittleren Donauländern. In: Berichte und Mittheilungen des Alterthums-Vereines zu Wien. Bd. 11, 1870, ISSN 1010-271X, S. 1–146.
- Die Münzsammlung des Stiftes St. Florian in Ober-Oesterreich. In einer Auswahl ihrer wichtigsten Stücke beschrieben und erklärt. Braumüller, Wien 1871 (Digitalisat).
- Joseph Hilarius von Eckhel. Ein Vortrag gehalten in der festlichen Jahresversammlung der numismatischen Gesellschaft in Wien, am 13. Jänner 1871.  Verlag der Gesellschaft, Wien 1871 (Digitalisat).
- Moneta Augusti. In: Numismatische Zeitschrift. Bd. 18, 1986 ISSN 0250-7838, S. 7–42.
- Die Porträtsammlung des Erzherzogs Ferdinand von Tirol. In: Jahrbuch der Kunsthistorischen Sammlungen des Allerhöchsten Kaiserhauses. Bd. 14, Tl. 1, 1893, ISSN 2195-9161, S. 37–186; Bd. 15, Tl. 1, 1894, S. 147–259; Bd. 17, Tl. 1, 1896, S. 101–274; Bd. 18, Tl. 1, 1897, S. 135–216.
- Bericht über römische Funde in Wien in den Jahren 1896 bis 1900. Hof- und Staatsdruckerei, Wien 1900.
- Der Altertums-Verein zu Wien (1853–1903). Festvortrag zu seinem 50-jährigen Jubiläum. Brzezowsky, Wien 1903.
- Römische Funde in Wien aus den Jahren 1901 bis 1903. In: Jahrbuch der K. K. Zentral-Kommission für Erforschung und Erhaltung der Kunst- und historischen Denkmale. Neue Folge Bd. 2, Tl. 1, 1904, Sp. 103–170, doi:10.11588/diglit.29296.8.